# Suze Orman

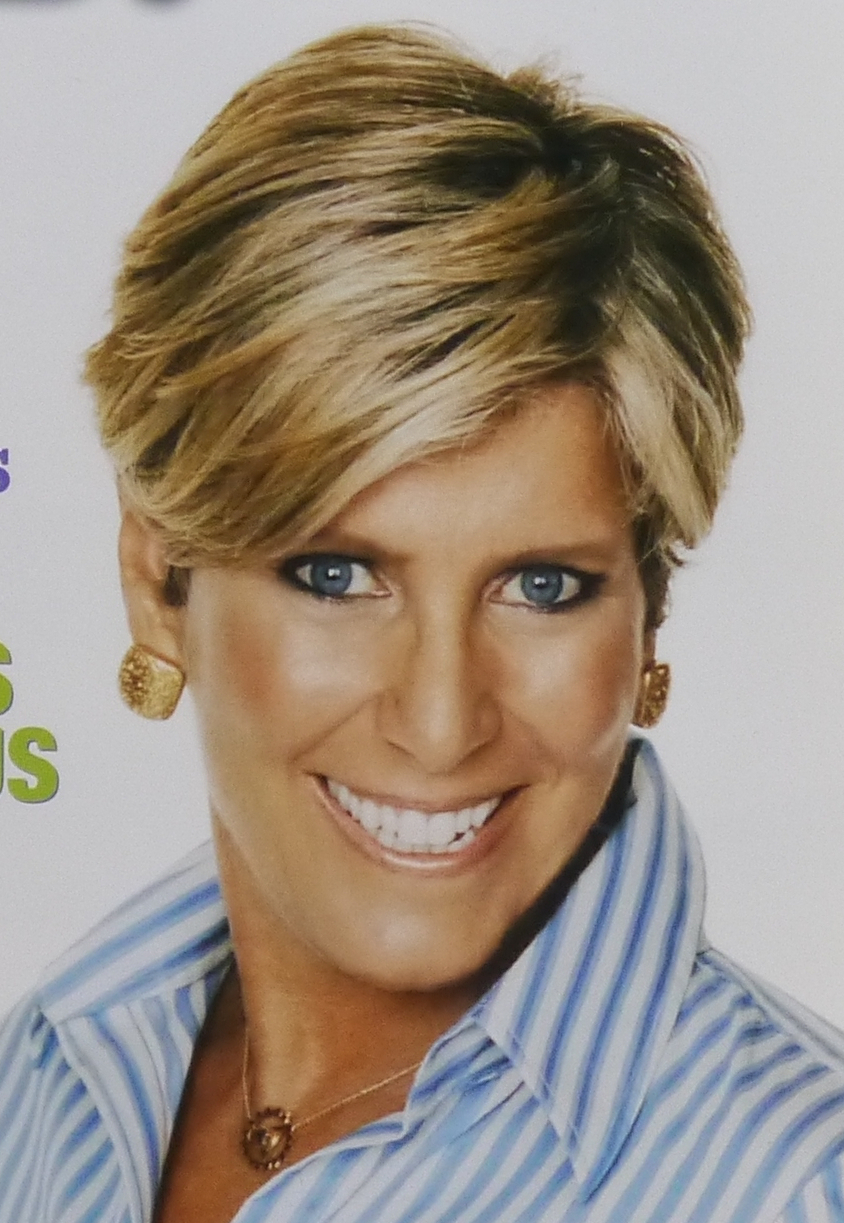
Suze Orman (2008)

Suze Orman (* 5. Juni 1951 in South Side, Chicago) ist eine US-amerikanische Autorin, Finanzberaterin, Motivationstrainerin und Fernsehmoderatorin.

## Leben
Ihre Eltern Ann und Morry Orman waren russische Einwanderer. Nach ihrer Schulzeit in Chicago studierte Orman an der University of Illinois at Urbana-Champaign Sozialwissenschaften und erreichte 1976 den Bachelor. Nach dem Studienende zog Orman nach Berkeley, Kalifornien. 1980 eröffnete sie ein eigenes Restaurant, das sie wegen finanzieller Probleme wieder aufgab. Danach erhielt sie eine Anstellung bei dem Unternehmen Merrill Lynch in der Finanzberatung. 1983 wechselte Orman zum Finanzberatungsunternehmen Prudential Bache Securities, wo sie bis 1987 beschäftigt war. 1987 wurde Orman in der Finanzberatung selbständig und gründete das Unternehmen Suze Orman Financial Group in Emeryville, Kalifornien. Orman leitete dieses Unternehmen bis 1997. 
Neben ihrer Arbeit in der Finanzberatung begann Orman in diesen Jahren als Autorin ihre ersten Bücher zu schreiben. 1997 erschien ihr erstes Buch You've Earned It, Don't Lose It: Mistakes You Can't Afford to Make When You Retire und 1998 erschien das Buch The Courage to Be Rich. Orman verfasste sechs New York Times Best Sellers. Durch ihre Bücher wurde Orman in den 2000er Jahren zunehmend im US-amerikanischen Fernsehen bekannt. Sie erhielt ihre eigene Fernsehshow The Suze Orman Show auf dem Fernsehsender CNBC. Auf dem Fernsehsender QVC ist Orman Gastgeberin der Sendung Suze Orman's Financial Freedom.
Orman lebt offen homosexuell mit Kathy Travis in den Vereinigten Staaten zusammen.

## Werke (Auswahl)
- You've Earned It, Don't Lose It: Mistakes You Can't Afford to Make When You Retire (gemeinsam mit Linda Mead), 1997
- The Courage to Be Rich, 1998
- The Road to Wealth, 2001
- The Laws of Money, the Lessons of Life..., 2003
- The Money Book for the Young Fabulous and Broke, 2005
- Women and Money: Owning the Power to Control Your Destiny, 2007
- Suze Orman's 2009 Action Plan, 2009

## Preise und Auszeichnungen (Auswahl)
- 2004 und 2006 gewann Orman jeweils einen Daytime Emmy Award für Public Broadcasting Service.
- Orman erhielt sechsmal den Gracie Award.